# Osieczany
Osieczany est un village polonais de la gmina de Myślenice dans le powiat de Myślenice et dans la voïvodie de Petite-Pologne. 
Il se situe à environ 4 km à l'est de Myślenice et à 25 km au sud de la capitale régionale Cracovie.